# Lijst van Stolpersteine in De Friese Meren

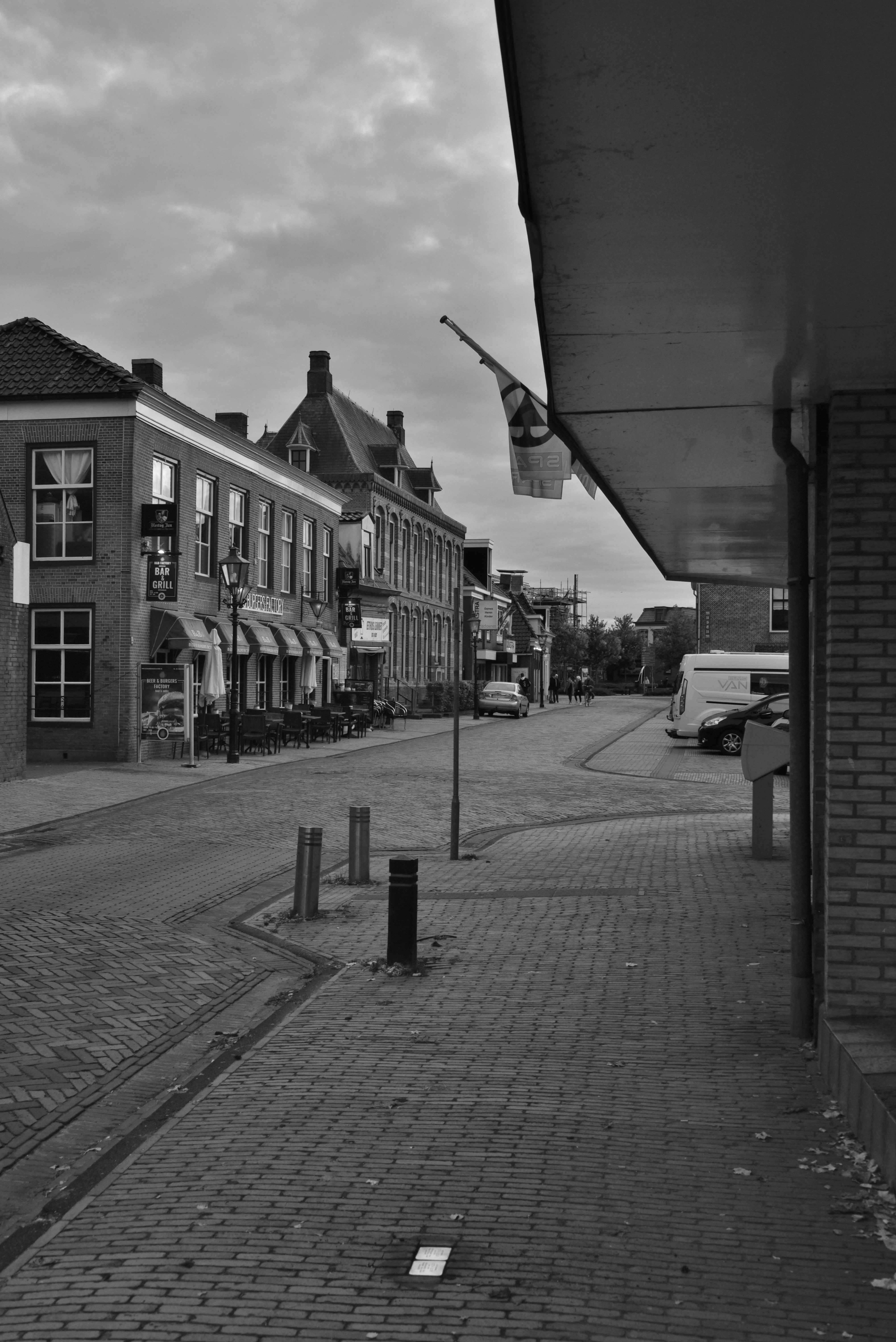
Stolpersteine voor Sarah en Jozeph Blok in Lemmer

De lijst van Stolpersteine in De Friese Meren geeft een overzicht van de gedenkstenen die in de gemeente De Friese Meren in de Nederlandse provincie Friesland zijn geplaatst in het kader van het Stolpersteine-project van de Duitse beeldhouwer-kunstenaar Gunter Demnig.
Stolpersteine zijn opgedragen aan slachtoffers van het nationaalsocialisme, al diegenen die zijn vervolgd, gedeporteerd, vermoord, gedwongen te emigreren of tot zelfmoord gedreven door het nazi-regime. Demnig legt voor elk slachtoffer een aparte steen, meestal voor de laatste zelfgekozen woning.
Omdat het Stolpersteine-project doorloopt, kan deze lijst onvolledig zijn.

## Stolpersteine
In de gemeente De Friese Meren liggen drie Stolpersteine: twee in Lemmer en een in Echtenerbrug. De stroffelstiennen werden op initiatief van de Stichting Dorpsbehoud Lemsterland geplaatst door Gunter Demnig in Lemmer (28 maart) en Echtenerbrug (30 maart).

### Echtenerbrug
In Echtenerbrug ligt een Stolperstein op een adres.
| Stolperstein | Inscriptie                                                                          | Adres                      | Biografie                 |
| ------------ | ----------------------------------------------------------------------------------- | -------------------------- | ------------------------- |
|              | HIER WOONDE JANTJE JACOBS GEB. 1883 GEDEPORTEERD 1942 VERMOORD 19.11.1942 AUSCHWITZ | Echtenerbrug, Duimstraat 5 | Jantje Jacobs (1883-1942) |

### Lemmer
In Lemmer liggen twee Stolpersteine op een adres.
| Stolperstein | Inscriptie                                                                        | Adres                 | Biografie               |
| ------------ | --------------------------------------------------------------------------------- | --------------------- | ----------------------- |
|              | HIER WOONDE SARAH BLOK GEB. 1876 GEDEPORTEERD 1942 VERMOORD 19.11.1942 AUSCHWITZ  | Lemmer, Nieuwburen 24 | Sarah Blok (1876-1942)  |
|              | HIER WOONDE JOZEPH BLOK GEB. 1878 GEDEPORTEERD 1942 VERMOORD 19.11.1942 AUSCHWITZ | Lemmer, Nieuwburen 24 | Jozeph Blok (1878-1942) |

## Data van plaatsingen
- 28 maart 2020: Lemmer, twee Stolpersteine op Nieuwburen 24
- 30 maart 2020: Echtenerbrug, een Stolperstein op Duimstraat 5